# Лайфрестлінг
Лайфрестлінг (англ. life — життя англ. wrestling — боротьба) — новий вид спорту, що включає змагання з напрямку цивільної оборони та надання першої медичної допомоги. Командний вид спорту, який можна прирівняти до екстремальних видів спорту.

## Історія
В Україні перші змагання з лайфрестлінгу провів навчальний центр «Новатор» 3 жовтня 2014 року. Учасниками перших в Україні змагань стали дві команди, сформовані із співробітників навчального центру. Змагання проводили судді в полі, оцінювало журі, освітлювали друковані та інтернет видання.

## Загальний опис
Змагання проводяться в 2 етапи (індивідуальні завдання та командні): на першому етапі гравці отримують завдання надати допомогу при якомусь конкретному нещасному випадку; на другому етапі розігрується ситуація із нещасним випадком та трьома потерпілими, яким потрібно швидко надати першу допомогу та доставити до медиків (при цьому дається ліміт часу за який потрібно врятувати усіх потерпілих).